# Didymoglossum erosum
Didymoglossum erosum là một loài thực vật có mạch trong họ Hymenophyllaceae. Loài này được (Willd.) Beentje miêu tả khoa học đầu tiên.